# Ribdon River
Der Ribdon River ist ein etwa 85 Kilometer langer rechter Nebenfluss des Sagavanirktok River in der North Slope des US-Bundesstaats Alaska.

## Verlauf
Der Ribdon River entspringt in den Philip Smith Mountains, ein Teilgebirge der Brookskette, auf einer Höhe von etwa 1750 m. Er fließt anfangs etwa 50 km in westlicher Richtung durch das Gebirge. Östlich des Elusive Lake wendet sich der Ribdon River als verflochtener Fluss nach Nordwesten. Bei Flusskilometer 18 verlässt der Fluss das Bergland und erreicht den Südrand der Arktischen Küstenebene. Der Ribdon River trifft schließlich auf den Sagavanirktok River. Der Flusslauf befindet sich größtenteils im Arctic National Wildlife Refuge. Lediglich die untersten 13 Kilometer sowie ein Areal am Elusive Lake liegen außerhalb des Schutzgebietes.

## Einzugsgebiet
Der Ribdon River entwässert ein Areal von etwa 1597 km². Das Einzugsgebiet des Ribdon River liegt zwischen dem des Lupine River im Norden und dem des Accomplishment Creek im Südwesten. Im Nordosten und im Osten grenzt das Einzugsgebiet an das des Ivishak River, im Südosten an das des Wind River, ein Nebenfluss des East Fork Chandalar River, sowie im Süden an das Teedriinjik River (früher: North Fork Chandalar River).

## Namensgebung
Der Fluss wurde von Geologen des United States Geological Survey (USGS) 1951 so benannt. Namensgebend war der Umstand, dass sich einer der Geologen namens "Don" eine Rippenverletzung (rib engl. für „Rippe“) zuzog. Die Eskimo nannten den Fluss "Shukukpaukat".